# العلاقات البولندية المولدوفية
العلاقات البولندية المولدوفية هي العلاقات الثنائية التي تجمع بين بولندا ومولدوفا.

## مقارنة بين البلدين
هذه مقارنة عامة ومرجعية للدولتين:
| وجه المقارنة                                              | بولندا                                                                             | مولدوفا                           |
| --------------------------------------------------------- | ---------------------------------------------------------------------------------- | --------------------------------- |
| المساحة (كم2)                                             | 312.68 ألف                                                                         | 33.85 ألف                         |
| عدد السكان (نسمة)                                         | 38.43 مليون                                                                        | 2.55 مليون                        |
| الكثافة السكانية (ن./كم²)                                 | 122.91                                                                             | 75.33                             |
| العاصمة                                                   | وارسو                                                                              | كيشيناو                           |
| اللغة الرسمية                                             | اللغة البولندية                                                                    | اللغة المولدوفية، اللغة الرومانية |
| العملة                                                    | زلوتي بولندي                                                                       | ليو مولدوفي                       |
| الناتج المحلي الإجمالي (بليون دولار)                      | 524.51 مليار                                                                       | 8.13 مليار                        |
| الناتج المحلي الإجمالي (تعادل القوة الشرائية) بليون دولار | 1.02 تريليون                                                                       | 17.94 مليار                       |
| الناتج المحلي الإجمالي الاسمي للفرد دولار أمريكي          | 12.55 ألف                                                                          | 3.65 ألف                          |
| الناتج المحلي الإجمالي للفرد دولار أمريكي                 | 26.14 ألف                                                                          | 4.98 ألف                          |
| مؤشر التنمية البشرية                                      | 0.843                                                                              | 0.693                             |
| رمز المكالمات الدولي                                      | +48                                                                                | +373                              |
| رمز الإنترنت                                              | .pl                                                                                | .md                               |
| المنطقة الزمنية                                           | توقيت وسط أوروبا، ت ع م+01:00، ت ع م+02:00، أوروبا/وارسو ‏، توقيت وسط أوروبا الصيفي | ت ع م+02:00، ت ع م+03:00          |

## مدن متوأمة
في ما يلي قائمة باتفاقيات التوأمة بين مدن بولندية ومولدوفية:
- ترتبط بياويستوك مع بالتسي باتفاقية توأمة منذ 1994.[13][14][14][13]
- ترتبط كونين مع Ungheni [الإنجليزية]‏ باتفاقية توأمة منذ 2003.[15][15]
- ترتبط Nowogród Bobrzański [الإنجليزية]‏ مع سيميشليا باتفاقية توأمة.
- ترتبط بوتسك مع بالتسي باتفاقية توأمة منذ 1972.

## منظمات دولية مشتركة
يشترك البلدان في عضوية مجموعة من المنظمات الدولية، منها:
| علم المنظمة | اسم المنظمة                             | تاريخ انضمام بولندا | تاريخ انضمام مولدوفا |
| ----------- | --------------------------------------- | ------------------- | -------------------- |
|             | مؤسسة التنمية الدولية                   | 28 أكتوبر 1960      | 14 يونيو 1994        |
|             | يونسكو                                  | 6 نوفمبر 1946       | 27 مايو 1992         |
|             | وكالة ضمان الاستثمار متعدد الأطراف      | 29 يونيو 1990       | 9 يونيو 1993         |
|             | الأمم المتحدة                           | 24 أكتوبر 1945      | 2 مارس 1992          |
|             | مجلس أوروبا                             | 26 نوفمبر 1991      | ?                    |
|             | الفريق المعني برصد الأرض                | ?                   | ?                    |
|             | الاتحاد البريدي العالمي                 | 1 مايو 1919         | ?                    |
|             | البنك الدولي للإنشاء والتعمير           | 27 يونيو 1986       | 12 أغسطس 1992        |
|             | الاتحاد الدولي للاتصالات                | 1921                | 20 أكتوبر 1992       |
|             | منظمة حظر الأسلحة الكيميائية            | ?                   | ?                    |
|             | مؤسسة التمويل الدولية                   | 29 ديسمبر 1987      | 10 مارس 1995         |
|             | المنظمة الأوروبية لسلامة الملاحة الجوية | 2004                | 2000                 |
|             | منظمة التجارة العالمية                  | 1 يوليو 1995        | ?                    |
|             | منظمة الشرطة الجنائية الدولية           | ?                   | ?                    |
|             | منظمة الأمن والتعاون في أوروبا          | 25 يونيو 1973       | 30 يناير 1992        |

## وصلات خارجية
- موقع وزارة الخارجية البولندية
- موقع وزارة الخارجية المولدوفية